# チェ・チャンス
チェ・チャンス（崔 昌洙、朝鮮語: 최창수、1942年5月15日 - 2020年2月10日以前）は、朝鮮民主主義人民共和国の教授、俳優。
『三大人民俳優』の一人として知られ、『民族と運命』などへの出演で知られている。韓国では1989年の映画『林巨正』で有名になった。このほか、様々な映像作品に出演した。

## 経歴
現在の咸鏡北道金策市出身。人民学校、中学校、清津鉱山専門学校卒。以後しばらく地質調査員や社会安全員を務め、1966年ごろ朝鮮芸術映画撮影所の俳優として活動した。平壌演劇映画大学で教授を務め、同校の青少年映画創作団長のほか、朝鮮芸術映画撮影所の俳優団長を務めた。このほか、労力英雄を受勲した。2020年2月10日までに死去し、金正恩国務委員長により献花がなされた。明確な死因や死去の日付はわかっていない。